# Alsodeiopsis schumannii
Alsodeiopsis schumannii är en tvåhjärtbladig växtart som först beskrevs av Adolf Engler, och fick sitt nu gällande namn av Adolf Engler. Alsodeiopsis schumannii ingår i släktet Alsodeiopsis och familjen Icacinaceae. Inga underarter finns listade i Catalogue of Life.